# Spagna all'Eurovision Song Contest
Dal 1961, la Spagna ha partecipato ininterrottamente all'Eurovision Song Contest, vincendo due volte: nel 1968 la vittoria venne assegnata a Massiel mentre nel 1969 la cantante Salomé dovette condividere il premio con altre tre cantanti: Lulù che rappresentò il Regno Unito, Frida Boccara per la Francia e Lenny Kuhr per i Paesi Bassi.
Le quattro canzoni avevano raggiunto lo stesso punteggio e in mancanza di un preciso regolamento la vittoria venne assegnata ex aequo. 
In seguito per evitare questo inconveniente fu modificato il regolamento in modo tale da avere sempre un unico vincitore. 
Negli anni settanta le canzoni proposte hanno ottenuto ottimi piazzamenti ma in seguito non sono mai entrate tra le prime 10 posizioni.
Dal 2000 la Spagna fa parte dei Big Five assieme a Francia, Germania, Regno Unito e Italia, accedendo direttamente alla finale della kermesse. Il nuovo millennio inizia quattro classificazioni consecutive in top 10, tuttavia seguiranno risultati avari per gli iberici, costretti per diverse edizioni nei bassifondi della classifica, tra cui spicca l'ultimo posto nel 2017. Raggiunge buoni risultati nel 2012 e nel 2014 rispettivamente con Pastora Soler e con Ruth Lorenzo (entrambe classificatesi al decimo posto finale), mentre nel 2022 ottiene terzo posto con Chanel e la sua SloMo, stabilendo il record personale di punti conquistati (459) e di giurie che hanno concesso i propri 12 punti (8).

## Partecipazioni
- Primo posto
- Secondo posto
- Terzo posto
- Ultimo posto

| Anno | Artista               | Canzone                                | Lingua             | Posizione           | Posizione           | Posizione           | Posizione           |
| Anno | Artista               | Canzone                                | Lingua             | Finale              | Punti               | Semi                | Punti               |
| ---- | --------------------- | -------------------------------------- | ------------------ | ------------------- | ------------------- | ------------------- | ------------------- |
| 1961 | Conchita Bautista     | Estando contigo                        | Spagnolo           | 9º                  | 8                   | Niente semifinali   | Niente semifinali   |
| 1962 | Víctor Balaguer       | Llámame                                | Spagnolo           | 13º                 | 0                   | Niente semifinali   | Niente semifinali   |
| 1963 | José Guardiola        | Algo prodigioso                        | Spagnolo           | 12º                 | 2                   | Niente semifinali   | Niente semifinali   |
| 1964 | Los TNT               | Caracola                               | Spagnolo           | 12º                 | 1                   | Niente semifinali   | Niente semifinali   |
| 1965 | Conchita Bautista     | ¡Qué bueno, qué bueno!                 | Spagnolo           | 15º                 | 0                   | Niente semifinali   | Niente semifinali   |
| 1966 | Raphael               | Yo soy aquél                           | Spagnolo           | 7º                  | 9                   | Niente semifinali   | Niente semifinali   |
| 1967 | Raphael               | Hablemos del amor                      | Spagnolo           | 6º                  | 9                   | Niente semifinali   | Niente semifinali   |
| 1968 | Massiel               | La, la, la                             | Spagnolo           | 1º                  | 29                  | Niente semifinali   | Niente semifinali   |
| 1969 | Salomé                | Vivo cantando                          | Spagnolo           | 1º                  | 18                  | Niente semifinali   | Niente semifinali   |
| 1970 | Julio Iglesias        | Gwendolyne                             | Spagnolo           | 4º                  | 8                   | Niente semifinali   | Niente semifinali   |
| 1971 | Karina                | En un mundo nuevo                      | Spagnolo           | 2º                  | 116                 | Niente semifinali   | Niente semifinali   |
| 1972 | Jaime Morey           | Amanace                                | Spagnolo           | 10º                 | 83                  | Niente semifinali   | Niente semifinali   |
| 1973 | Mocedades             | Eres tú                                | Spagnolo           | 2º                  | 125                 | Niente semifinali   | Niente semifinali   |
| 1974 | Peret                 | Canta y sé feliz                       | Spagnolo           | 9º                  | 10                  | Niente semifinali   | Niente semifinali   |
| 1975 | Sergio y Estíbaliz    | Tú volverás                            | Spagnolo           | 10º                 | 53                  | Niente semifinali   | Niente semifinali   |
| 1976 | Braulio               | Sobran las palabras                    | Spagnolo           | 16º                 | 11                  | Niente semifinali   | Niente semifinali   |
| 1977 | Micky                 | Enséñame a cantar                      | Spagnolo           | 9º                  | 52                  | Niente semifinali   | Niente semifinali   |
| 1978 | José Vélez            | Bailemos un vals                       | Spagnolo, francese | 9º                  | 65                  | Niente semifinali   | Niente semifinali   |
| 1979 | Betty Missiego        | Su canción                             | Spagnolo           | 2º                  | 116                 | Niente semifinali   | Niente semifinali   |
| 1980 | Trigo Limpio          | Quédate esta noche                     | Spagnolo           | 12º                 | 38                  | Niente semifinali   | Niente semifinali   |
| 1981 | Bacchelli             | Y sólo tú                              | Spagnolo           | 14º                 | 38                  | Niente semifinali   | Niente semifinali   |
| 1982 | Lucía                 | Él                                     | Spagnolo           | 10º                 | 52                  | Niente semifinali   | Niente semifinali   |
| 1983 | Remedios Amaya        | ¿Quién maneja mi barca?                | Spagnolo           | 19º                 | 0                   | Niente semifinali   | Niente semifinali   |
| 1984 | Bravo                 | Lady, Lady                             | Spagnolo           | 3º                  | 106                 | Niente semifinali   | Niente semifinali   |
| 1985 | Paloma San Basilio    | La fiesta terminó                      | Spagnolo           | 14º                 | 36                  | Niente semifinali   | Niente semifinali   |
| 1986 | Cadillac              | Valentino                              | Spagnolo           | 10º                 | 51                  | Niente semifinali   | Niente semifinali   |
| 1987 | Patricia Kraus        | No estás solo                          | Spagnolo           | 19º                 | 10                  | Niente semifinali   | Niente semifinali   |
| 1988 | La Década Prodigiosa  | La chica que yo quiero (Made in Spain) | Spagnolo           | 11º                 | 58                  | Niente semifinali   | Niente semifinali   |
| 1989 | Nina                  | Nacida para amar                       | Spagnolo           | 6º                  | 88                  | Niente semifinali   | Niente semifinali   |
| 1990 | Azúcar Moreno         | Bandido                                | Spagnolo           | 5º                  | 96                  | Niente semifinali   | Niente semifinali   |
| 1991 | Sergio Dalma          | Bailar pegados                         | Spagnolo           | 4º                  | 119                 | Niente semifinali   | Niente semifinali   |
| 1992 | Serafin Zubiri        | Todo esto es la música                 | Spagnolo           | 14º                 | 37                  | Niente semifinali   | Niente semifinali   |
| 1993 | Eva Santamaría        | Hombres                                | Spagnolo           | 11º                 | 58                  | Niente semifinali   | Niente semifinali   |
| 1994 | Alejandro Abad        | Ella no es ella                        | Spagnolo           | 18º                 | 17                  | Niente semifinali   | Niente semifinali   |
| 1995 | Anabel Conde          | Vuelve conmigo                         | Spagnolo           | 2º                  | 119                 | Niente semifinali   | Niente semifinali   |
| 1996 | Antonio Carbonell     | ¡Ay, qué deseo!                        | Spagnolo           | 20º                 | 17                  | 14º                 | 43                  |
| 1997 | Marcos Llunas         | Sin rencor                             | Spagnolo           | 6º                  | 96                  | Niente semifinali   | Niente semifinali   |
| 1998 | Mikel Herzog          | ¿Qué voy a hacer sin ti?               | Spagnolo           | 16º                 | 21                  | Niente semifinali   | Niente semifinali   |
| 1999 | Lydia                 | No quiero escuchar                     | Spagnolo           | 23º                 | 1                   | Niente semifinali   | Niente semifinali   |
| 2000 | Serafin Zubiri        | Colgado de un sueño                    | Spagnolo           | 18º                 | 18                  | Niente semifinali   | Niente semifinali   |
| 2001 | David Civera          | Dile que la quiero                     | Spagnolo           | 6º                  | 76                  | Niente semifinali   | Niente semifinali   |
| 2002 | Rosa                  | Europe's Living a Celebration          | Spagnolo, inglese  | 7º                  | 81                  | Niente semifinali   | Niente semifinali   |
| 2003 | Beth                  | Dime                                   | Spagnolo           | 8º                  | 81                  | Niente semifinali   | Niente semifinali   |
| 2004 | Ramón                 | Para llenarme de ti                    | Spagnolo           | 10º                 | 87                  | Membro dei Big Four | Membro dei Big Four |
| 2005 | Son de Sol            | Brujería                               | Spagnolo           | 21º                 | 28                  | Membro dei Big Four | Membro dei Big Four |
| 2006 | Las Ketchup           | Bloody Mary                            | Spagnolo           | 21º                 | 18                  | Membro dei Big Four | Membro dei Big Four |
| 2007 | D'Nash                | I Love You mi vida                     | Spagnolo, inglese  | 20º                 | 43                  | Membro dei Big Four | Membro dei Big Four |
| 2008 | Rodolfo Chikilicuatre | Baila el chiki-chiki                   | Spagnolo, inglese  | 16º                 | 55                  | Membro dei Big Four | Membro dei Big Four |
| 2009 | Soraya Arnelas        | La noche es para mi                    | Spagnolo, inglese  | 24º                 | 23                  | Membro dei Big Four | Membro dei Big Four |
| 2010 | Daniel Diges          | Algo pequeñito                         | Spagnolo           | 15º                 | 68                  | Membro dei Big Four | Membro dei Big Four |
| 2011 | Lucía Pérez           | Que me quiten lo bailao                | Spagnolo           | 23º                 | 50                  | Membro dei Big Five | Membro dei Big Five |
| 2012 | Pastora Soler         | Quédate conmigo                        | Spagnolo           | 10º                 | 97                  | Membro dei Big Five | Membro dei Big Five |
| 2013 | El Sueño de Morfeo    | Contigo hasta el final                 | Spagnolo           | 25º                 | 8                   | Membro dei Big Five | Membro dei Big Five |
| 2014 | Ruth Lorenzo          | Dancing in the Rain                    | Inglese, spagnolo  | 10º                 | 74                  | Membro dei Big Five | Membro dei Big Five |
| 2015 | Edurne                | Amanecer                               | Spagnolo           | 21º                 | 15                  | Membro dei Big Five | Membro dei Big Five |
| 2016 | Barei                 | Say Yay!                               | Inglese            | 22º                 | 77                  | Membro dei Big Five | Membro dei Big Five |
| 2017 | Manel Navarro         | Do It for Your Lover                   | Spagnolo, inglese  | 26º                 | 5                   | Membro dei Big Five | Membro dei Big Five |
| 2018 | Alfred & Amaia        | Tu canción                             | Spagnolo           | 23º                 | 61                  | Membro dei Big Five | Membro dei Big Five |
| 2019 | Miki                  | La venda                               | Spagnolo           | 22º                 | 54                  | Membro dei Big Five | Membro dei Big Five |
| 2020 | Blas Cantó            | Universo                               | Spagnolo           | Edizione cancellata | Edizione cancellata | Membro dei Big Five | Membro dei Big Five |
| 2021 | Blas Cantó            | Voy a quedarme                         | Spagnolo           | 24º                 | 6                   | Membro dei Big Five | Membro dei Big Five |
| 2022 | Chanel                | SloMo                                  | Spagnolo, inglese  | 3º                  | 459                 | Membro dei Big Five | Membro dei Big Five |
| 2023 | Blanca Paloma         | Eaea                                   | Spagnolo           | 17º                 | 100                 | Membro dei Big Five | Membro dei Big Five |
| 2024 | Nebulossa             | Zorra                                  | Spagnolo           | 22º                 | 30                  | Membro dei Big Five | Membro dei Big Five |
| 2025 | Melody                | Esa diva                               | Spagnolo           | 24º                 | 37                  | Membro dei Big Five | Membro dei Big Five |

Note
- Dal 1961 fino al 1975, i risultati riportati sono da intendere per Spagna franchista.

## Statistiche di voto
Fino al 2025, le statistiche di voto della Spagna sono:
| # | Stato      | Punti |
| - | ---------- | ----- |
| 1 | Italia     | 282   |
| 2 | Germania   | 245   |
| 3 | Portogallo | 201   |
| 4 | Francia    | 198   |
| 5 | Svezia     | 197   |

| # | Stato      | Punti |
| - | ---------- | ----- |
| 1 | Portogallo | 265   |
| 2 | Francia    | 201   |
| 3 | Svizzera   | 192   |
| 4 | Belgio     | 169   |
| 5 | Grecia     | 158   |

| # | Stato      | Punti |
| - | ---------- | ----- |
| 1 | Portogallo | 313   |
| 2 | Italia     | 282   |
| 3 | Germania   | 245   |
| 4 | Svezia     | 241   |
| 5 | Israele    | 217   |

## Altri premi ricevuti

### Marcel Bezençon Award
I Marcel Bezençon Awards sono stati assegnati per la prima volta durante l'Eurovision Song Contest 2002 a Tallinn, in Estonia, in onore delle migliori canzoni in competizione nella finale. Fondato da Christer Björkman (rappresentante della Svezia nell'Eurovision Song Contest del 1992 e capo della delegazione per la Svezia fino al 2021) e Richard Herrey (membro del gruppo Herreys e vincitore dalla Svezia nell'Eurovision Song Contest 1984), i premi prendono il nome del creatore del concorso, Marcel Bezençon.
I premi sono suddivisi in tre categorie:
- Press Award: per la miglior voce che viene votata dalla stampa durante l'evento.
- Artistic Award: per il miglior artista, votato fino al 2009 dai vincitori delle scorse edizioni. A partire dal 2010 viene votato dai commentatori.
- Composer Award: per la miglior composizione musicale che viene votata da una giuria di compositori.

| Anno | Categoria | Artista | Canzone | Compositore                       |
| ---- | --------- | ------- | ------- | --------------------------------- |
| 2003 | Fan Award | Beth    | Dime    | Jesús María Pérez, Amaya Martínez |

### Barbara Dex Award
Il Barbara Dex Award è un riconoscimento non ufficiale con il quale viene premiato l'artista peggio vestito all'Eurovision Song Contest. Prende il nome dall'omonima artista belga che nell'edizione del 1993 si è presentata con un abito che lei stessa aveva confezionato e che aveva attirato l'attenzione negativa dei commentatori e del pubblico.
| Anno | Categoria         | Artista | Canzone            | Compositore                                              |
| ---- | ----------------- | ------- | ------------------ | -------------------------------------------------------- |
| 1999 | Barbara Dex Award | Lydia   | No quiero escuchar | Fernando Rodríguez Fernández, Alejandro Piqueras Ramírez |

## Città ospitanti
| Anno | Città                     | Luogo       | Presentatori     |
| ---- | ------------------------- | ----------- | ---------------- |
| 1969 | Madrid, Spagna franchista | Teatro Real | Laura Valenzuela |

## Costi
A seguito di un'interrogazione parlamentare del deputato Ricardo Sixto, il presidente della TVE Leopoldo González-Echenique ha dichiarato che dal 2009 al 2013 sono stati spesi 1900000 € per la partecipazione e la trasmissione dell'evento; egli ha anche dichiarato che sono stati spesi 427613,99 € per l'edizione del 2012 e 398615,93 € per l'edizione del 2013.